# エリクソン (DD-56)
|          |                                                       |
| 艦歴     |                                                       |
| 発注     | 1913年3月                                             |
| 起工     | 1913年11月10日                                        |
| 進水     | 1914年8月22日                                         |
| 就役     | 1915年8月14日 1925年5月28日（沿岸警備隊）             |
| 退役     | 1922年6月16日 1932年4月30日（沿岸警備隊）             |
| その後   | 1934年8月22日に売却                                   |
| 除籍     | 1934年7月5日                                          |
| 性能諸元 |                                                       |
| 排水量   | 1,050トン                                             |
| 全長     | 305 ft 3 in (93 m)                                    |
| 全幅     | 31 ft 1 in (9.5 m)                                    |
| 吃水     | 9 ft 6 in (2.9 m)                                     |
| 機関     | 4缶、蒸気タービン2基、2軸推進、17,000shp              |
| 最大速   | 29ノット (54 km/h)                                    |
| 乗員     | 士官、兵員101名                                       |
| 兵装     | 4インチ砲4門 21インチ連装魚雷発射管4基（予備魚雷8本） |

エリクソン (USS Ericsson, DD-56) は、アメリカ海軍の駆逐艦。オブライエン級駆逐艦の1隻。艦名はジョン・エリクソンに因む。その名を持つ艦としては2隻目。

## 艦歴
エリクソンは1913年11月10日にニュージャージー州カムデンのニューヨーク造船所で起工する。1914年8月22日にJ・ワシントン・ローグ夫人によって進水し、1915年8月14日に艦長W・L・プライア少佐の指揮下就役する。
1915年10月から12月までエリクソンはニューヨークおよびニューポートを拠点として訓練を行い、中立パトロールに従事した。1916年1月7日に大西洋艦隊水雷小艦隊と共にカリブ海に向けて出航、キーウェストとグアンタナモ湾を拠点として活動した。エリクソンは5月23日にニューポートに帰還した。
エリクソンの東海岸沿いの中立パトロールは強化され、1916年10月9日にはオランダ商船と共にナンタケット灯台船に接近するドイツ潜水艦を発見した。数分後、Uボートは艦砲を3発イギリス商船の船首を横切って発射し、船を放棄するよう命じた。エリクソンはこの船の乗客と乗員を救助した。一方他の駆逐艦はオランダ船の乗員を救助した。Uボートはこの日、他に3隻を攻撃、放棄を命じた。
1917年の最初の3か月間、エリクソンは再びカリブ海での演習に加わり、その後海外任務の準備のためニューヨークおよびニューポートに帰還した。5月7日にボストンを出港、アメリカ海軍の海外派遣駆逐艦隊に合流するためアイルランドのクイーンズタウンに向かう。5月12日に交戦地帯での偵察任務を開始し、2隻の帆船に砲撃を行う浮上したUボートに遭遇した。エリクソンは砲撃を行って潜水艦を潜航させ、それ以上の敵の攻撃を防いで37名を救助した。エリクソンはその後も任務を継続し、9月28日の夜に浮上した潜水艦を発見、砲撃した。エリクソンは爆雷を投下したが、潜水艦に体当たりをしようとした前に、暗闇の中で敵を見失った。
エリクソンはその後もクイーンズタウン沖での偵察と船団護衛に従事し、潜水艦と交戦し、損傷を受けた船の生存者を救助した。1918年6月以降はフランスのブレストを拠点とし、その年の夏は通常、船団の3カイリ前方を偵察気球を牽引しながら航行した。戦争が終わるとエリクソンはリヴァプールでオーバーホールを行ったが、ブレストに戻って12月13日にはウッドロウ・ウィルソン大統領が乗った輸送船ジョージ・ワシントン (SS George Washington) の歓迎式典に参加した。12月21日、帰国の途につき1919年1月8日にニューヨークに到着した。
1919年5月、エリクソンはアゾレス諸島に向けて出航、海軍水上機が大西洋を横断した歴史的な飛行の海上支援を行った。東海岸およびカリブ海での訓練の後、修理のためニューヨーク海軍工廠に入渠、8月7日に同所で予備役となった。その後フィラデルフィアおよびチャールストンで限定就役状態となり、1921年の夏には海上任務に復帰、ニューポートでの訓練および演習を行った。エリクソンは1922年6月16日にフィラデルフィアで退役した。
エリクソンは1924年6月7日に財務省に移管され、沿岸警備隊に所属する。コネチカット州ニューロンドンを拠点としてラム・パトロールに従事した。1926年4月11日に密造酒運搬船のアタランテ (Atalanta) を拿捕した。
1932年5月23日に海軍に返還され、エリクソンはロンドン海軍軍縮条約に従って1934年8月22日にスクラップとして売却された。

## 参照
- この記事はアメリカ合衆国政府の著作物であるDictionary of American Naval Fighting Shipsに由来する文章を含んでいます。